# Charles d'Éon de Beaumont
Charles-Geneviève-Louis-Auguste-André-Timothée d'Éon de Beaumont, rovněž Chevalier d'Éon (5. října 1728,Tonnerre – 21. května 1810, Londýn) byl francouzský diplomat, voják, svobodný zednář, spisovatel a šermíř. Chevalier d'Éon se proslavil tím, že velkou část svého života prožil jako žena a až pitva nakonec rozptýlila pochybnosti o jeho skutečném fyzickém pohlaví.

## Životopis
Jako syn právníka Louise d'Éon de Beaumont a Françoise de Chavanson navštěvoval Collège Mazarin v Paříži až do roku 1749, kdy získal doktorát obojího práva. Poté byl přijat do pařížského parlamentu jako advokát, sekretář finančního úřadu a královský cenzor. Upoutal pozornost prince de Conti (1717–1776), který ho doporučil Ludvíkovi XV. Oba měli nápad poslat ho do Ruska v roce 1756 jako špióna (oficiálně jako tajemníka velvyslance Douglase) v rámci své tajné diplomacie (Secret du roi). Měl se setkat s carevnou Alžbětou Petrovnou bez vědomí jejího kancléře Alexeje Petroviče Bestužev-Rjumina, který nesnášel Francii, čímž zlepšil zamrzlé diplomatické vztahy mezi oběma zeměmi. D'Éon si získal důvěru carevny, která navázala korespondenci s Ludvíkem XV. V roce 1757 byly diplomatické styky obnoveny a Rusko se v sedmileté válce přiklonilo na stranu Francie a Rakouska.
V roce 1761 se d'Éon vrátil do Francie. Po celý život měl pověst vynikajícího šermíře. Bojoval v sedmileté válce pod maršálem de Broglie a byl zraněn u Ultropu. U Osterwiecku jeho útok donutil pruský prapor ke kapitulaci.
V roce 1763 byl vyslán do Londýna jako sekretář velvyslance Louis-Jules Mancini-Mazarini, vévody de Nivernais, ale tajně jako diplomat s vyjednávacími pravomocemi. Byl zapleten do četných intrik a rád navazoval kontakty v kruzích britské šlechty tím, že jim dodával vlastní víno. Král Jiří III. jej vybral jako nositele ratifikačních listin pro mírové smlouvy. D'Éon obdržel od Ludvíka XV. Řád sv. Ludvíka s hodností rytíře. Jelikož jednal v Londýně na přímý tajný příkaz krále bez vědomí ministra zahraničí a oficiálně popíral jakékoli spojení, dostal se s ministrem do konfliktu, když byl do Londýna jmenován nový velvyslanec de Guerchy. Poté, co vzdoroval rozkazům vzdát se svého diplomatického postu a opustit Londýn, zůstal v Londýně jako politický exulant a získal důležité vládní dokumenty. Na svou obranu nechal v roce 1764 v Londýně publikovat diplomatickou korespondenci o svém odvolání.
Přibližně od roku 1763 žil d'Éon alespoň část času v ženské identitě, což mělo také ztížit jeho vydání. V Londýně se stal svobodným zednářem v La Loge de l'Immortalite No. 376, což byla francouzská lóže. V lednu 1769 byl povýšen na mistra. V roce 1766 obdržel od Ludvíka XV. roční penzi 12 000 livrů a pokračoval ve své špionážní činnosti.
Po smrti Ludvíka XV. v roce 1774 d'Éon usiloval o návrat do Francie. Nový král s tím souhlasil a nabídl mu vysokou penzi za vrácení tajných vládních dokumentů, ale výslovně si stanovil podmínku, že d'Éon musí nosit ženské šaty. V roce 1777 se Chevalier d'Éon vrátil do Francie jako „Chevalière Charlotte d'Éon“. Přemluvil ho k tomu dramatik a agent Beaumarchais, který byl vyslán do Londýna. V roce 1779, když ho tato role unavila a znovu se objevil jako muž, byl králem uvězněn a propuštěn, až když souhlasil, že bude znovu nosit ženský oděv.
V roce 1785 se znovu přestěhoval do Anglie. V důsledku francouzské revoluce přišel d'Éon o důchod a byl nucen si vydělávat na živobytí prodejem své cenné knihovny a veřejnými šermířskými duely v ženských šatech, které pořádal, dokud nebyl v roce 1796 vážně zraněn. Nabídl se, že zřídí a povede ženský regiment na podporu francouzské revoluce, což bylo odmítnuto i přes přímluvu Lazara Carnota. Své poslední roky prožil s vdovou jménem Cole. V roce 1805 začal psát paměti, které byly vydány posmrtně. Britská královna Šarlota Mecklenburko-Střelická, se kterou se znal od své cesty do Ruska v roce 1756, mu vyplácela penzi. Zemřel v Londýně v roce 1810.
Sexuolog Havelock Ellis razil počátkem 20. století s odkazem na rytíře d'Éon termín „eonismus“ pro tehdy zvané „transvestitní tendence". Dnes mu odpovídá termín transgender.